# 錢錫汝
錢錫汝（1527年—？），字寵伯，號朗峯，直隸蘇州府吳江縣人，民籍，明朝政治人物。

## 生平
嘉靖三十七年（1558年）戊午科應天府鄉試第八十三名舉人。嘉靖四十四年（1565年）中式乙丑科會試第三百四十九名，三甲第一百一十三名進士。都察院观政，本年八月授湖州府推官，隆慶二年（1568年）六月行取，九月升工部主事，管夏镇闸，万历二年（1574年）十月改補刑部，三年十月升员外，本月升郎中，卒。

## 家族
曾祖錢鎰；祖父錢爻；父錢田，累封贈主事；母陸氏，累封太安人。兄玉汝（庠生）、弟師汝。